# Durant (Oklahoma)
Pour les articles homonymes, voir Durant.
La ville de Durant est le siège du comté de Bryan, dans l’État d’Oklahoma, aux États-Unis. Sa population s’élevait à 15 856 habitants lors du recensement de 2010, estimée à 17 583 habitants en 2016.

## Source
- (en) Cet article est partiellement ou en totalité issu de l’article de Wikipédia en anglais intitulé « Durant, Oklahoma » (voir la liste des auteurs).